# L'Armendèche
L'Armendèche är en fyr i Les Sables-d'Olonne, Frankrike. Den byggdes 1968 och är den sista större fyren som byggts i Frankrike.